# Lagartos
Lagartos település Spanyolországban, Palencia tartományban. Lagartos Santervás de la Vega, Villarrabé, Ledigos, Población de Arroyo, Moratinos, Sahagún és Cea községekkel határos. Lakosainak száma 117 fő (2024).

## Népesség
A település népessége az elmúlt években az alábbi módon változott:
| Lakosok száma | 170  | 147  | 150  | 145  | 146  | 138  | 136  | 132  | 126  | 117  |
|               | 2001 | 2004 | 2007 | 2009 | 2012 | 2014 | 2017 | 2019 | 2022 | 2024 |